# Трећа космичка брзина
Трећа космичка брзина је минимална брзина коју је потребно дати објекту да би напустио сунчев систем и отишао у међузвјездано пространство. У најповољнијем случају полијетања са Земље, брзина је само 16,6 km/s, а у најнеповољнијем случају до 72,8 km/s.
Вектор брзине за повољан случај треба бити усмјерен као и вектор брзине планете Земље. Орбита таквог објекта ће онда бити парабола.